# Geschichte des Hase-Binnendeltas

Hase-Binnendelta bei Quakenbrück um 1903

Hase-Binnendelta bei Quakenbrück

Die Hase bildet auf ihrem 168 km langen Weg von der Quelle bei Wellingholzhausen (Landkreis Osnabrück) zur Mündung bei Meppen (Landkreis Emsland) in Niedersachsen zwischen Bersenbrück und Herzlake im Quakenbrücker Becken ein Binnendelta, welches Hase-Binnendelta genannt wird. Dieses liegt größtenteils im Norden des Landkreises Osnabrück, bedeckt aber auch den Süden des Landkreises Cloppenburg sowie den äußersten Osten des Landkreises Emsland.

## Definition
Der Begriff Hase-Binnendelta weist eine enge und eine weite Bedeutung auf:
1. Das Hase-Binnendelta liegt der engen Begriffsbedeutung zufolge in dem Gebiet, in dem sich die Hase von Natur aus, also ohne menschliche Eingriffe, in mehrere Arme teilt. Das trifft auf den Bereich zwischen dem ehemaligen Schützenhofwehr oberhalb Quakenbrücks und der Einmündung des Bühnenbachs in die Große Hase oberhalb Löningens zu.
2. Das Hase-Binnendelta liegt der weiten Begriffsbedeutung zufolge in dem Gebiet, in dem dem Oberflächenwasser heute Fließalternativen zur Verfügung stehen, also zwischen Bersenbrück und Aselage.

Der Einzugsbereich der Lager Hase gehört heute nach beiden Definitionen nicht zum Hase-Binnendelta. Er ist für diesen Artikel dennoch insofern von Bedeutung, als das Wasser aus der Lager Hase maßgeblich für die Eigenschaften des Wassers der Großen Hase und der Qualität der Flächen beiderseits der Deiche unterhalb der Vereinigung mit dem Essenener Kanal verantwortlich ist. 

## Flussverlauf und -regulierung

### Eiszeitalter bis Mittelalter
Das Hase-Binnendelta ist ein Relikt der vorletzten Kaltzeit, des aktuellen Eiszeitalters vor ca. 180.000 Jahren. Durch die Gletscher wurden die Dammer Berge und die Ankumer Höhe aufgeschoben. Nachdem das Eis geschmolzen war, blieb zunächst eine tiefe Mulde nördlich dieser Endmoränen zurück, es entstand im heutigen Artland ein großer Binnensee, teils bis zu 60 m tief, der später durch Schwemmsande teilweise wieder aufgefüllt wurde. Aufgrund der Temperaturänderungen nach dem Ende der Eiszeit verlandete der See immer mehr. Bedingt durch den geringen Höhenunterschied (14 cm/km zwischen dem heutigen Quakenbrück und der Hasemündung), bildete sich eine Sumpflandschaft, durch die sich die Hase mit zahlreichen Armen schlängelte und sich dabei auch häufig neue Wege in Richtung Westen suchte.
Der Weg in Richtung Norden war der Hase durch die Cloppenburger Geest versperrt. Im Osten bildeten die ausgedehnten Moore der Diepholzer Moorniederung einen Riegel, der auch dem Hasezufluss Vechtaer Moorbach den Weg durch die Lücke zwischen der Delmenhorster bzw. Cloppenburger Geest im Norden einerseits und den Ausläufern der Dammer Berge im Süden andererseits in Richtung Westen aufnötigte. Schließlich bildete im Westen das Hahnenmoor ein Hindernis, das nur durch einen Engpass nördlich von diesem überwunden werden konnte. In der Folge stauten sich oft Wassermassen im Quakenbrücker Becken.
Die in der Eiszeit geformte Urlandschaft des Hasetals hat im Verlaufe der Jahrtausende ihr Gesicht auch ohne Eingriffe durch den Menschen ständig verändert.

### Mittelalter bis 19. Jahrhundert

#### Gehobene Hase
Bereits im 13. Jahrhundert verlegten Mönche parallel zur Wrau, die zuvor den Hauptarm der Hase gebildet hatte, einen Kanal, die heutige Gehobene Hase. Durch diese Maßnahme sollte der Lauf der Hase zwischen Badbergen und dem Ortskern von Quakenbrück erhöht werden, um so den Betrieb von Wassermühlen zu erleichtern. Das aufgestaute Wasser der Kleinen Hase sollte auf das Niveau der Großen Mühlenhase herabfallen und so an der richtigen Stelle die Fließgeschwindigkeit unterhalb des Überfalls erhöhen. Die Mönche verwendeten zum Zweck des Kanalbaus vor allem Aushub oder Anlandungsboden aus dem Gewässer und bauten und verstärkten damit die erforderlich gewordenen Deiche. Nach heutigen Kriterien ist dieses Material für den Deich- und Dammbau eigentlich ungeeignet.

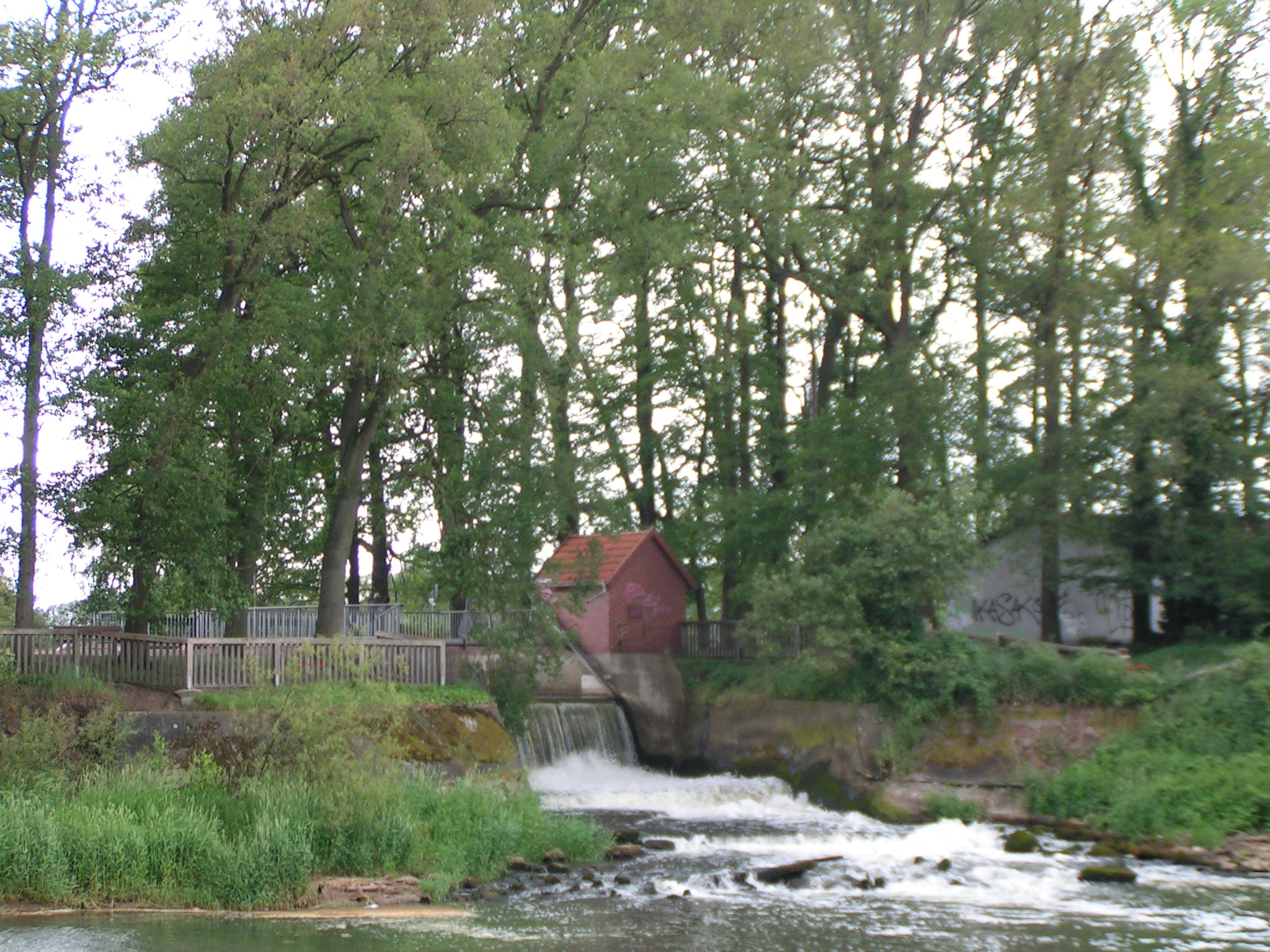
Haseüberfall im Jahr 2010

Im Jahr 1683 wurde der Überfall im Deich der Gehobenen Hase zum künstlichen Hasearm Überfallhase aus starken Eichenbohlen angelegt. Diese Konstruktion aus Eichenbohlen wurde durch ein Hochwasser am 12. Mai 1910 zum wiederholten Male weggerissen. Als Ersatz wurde das Schützenhofwehr errichtet, das bis 2013 die Wasserstände in der Hase regelte.
Hauptzweck des Haseüberfalls (wie auch der später eingebauten Schleusen entlang der Gehobenen Hase) war es, bei Hochwasser so viel Wasser wie möglich vom Ortskern Quakenbrücks fernzuhalten. Neben der Gehobenen Hase und der Überfallhase ist auf der Bearbeitung einer Karte des preußischen Generalmajors Karl Ludwig von Le Coq aus dem Jahr 1805 durch den NLWKN auch die Deichhase als neues Gewässer markiert.

#### Essener Kanal

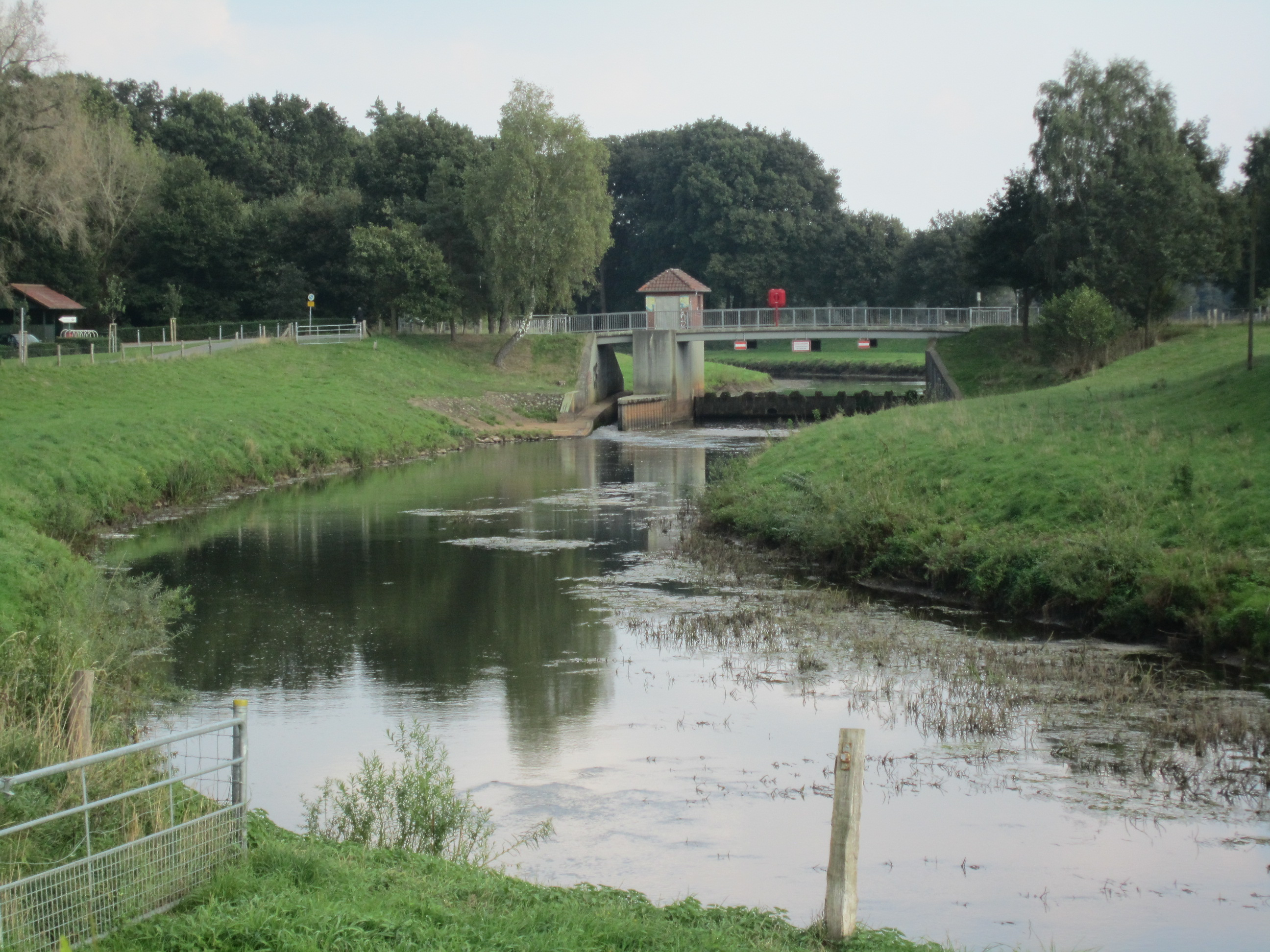
Wehr Brokhagen Stau im Essener Kanal

Der Essener Kanal wurde im letzten Viertel des 18. Jahrhunderts angelegt. Zuvor floss an der Stelle, an der heute die Große Mühlenhase in den Essener Kanal einmündet, die Große Hase in Richtung Norden weiter und nahm bei Osteressen den Vechtaer Bach (Wortwahl Carl Heinrich Nieberdings) auf. Dass Nieberding die schon 1840 übliche Benennung des damals durchgehenden Wasserzugs kennt, zeigt er wenig später in seinem Text, indem er davon spricht, dass der Vechtaer Moorbach flussabwärts der Grenze der Stadt Vechta Aue und der Abschnitt hinter dem Gut Lage Lager Hase genannt werde. Dass später der Fladderkanal das Wasser des Vechtaer Moorbachs aufnehmen würde, konnte Nieberding 1840 noch nicht wissen.
Die Große Hase setzte bis zum späten 18. Jahrhundert den Lauf der Großen Mühlenhase in nördlicher Richtung bis Osteressen fort, passierte anschließend den Ortskern von Essen (Oldenburg) im Bett der heutigen Lager Hase und erreichte ihren aktuellen Flussverlauf an der Stelle, an der heute die Lager Hase und der Essener Kanal zusammenfließen. Dieser alte Flussverlauf ist auf der Karte Le Coqs gut zu erkennen.
Der Hauptzweck des Baus des Essener Kanals bestand darin, Essen von den Wassermassen aus dem Osnabrücker Land zu entlasten. Am Essener Ortskern fließt heute nur noch Oberflächenwasser vorbei, das aus der Mitte des Landkreises Vechta und dem Süden des Landkreises Cloppenburg stammt.
Als Essener Kanal wird heute der Abschnitt der Hase zwischen der Einmündung des Bünne-Wehdeler Grenzkanals und der Einmündung der Lager Hase bezeichnet. Das Gewässer wird auch Neue Hase genannt.

#### Trentlager Kanal
Der Trentlager Kanal zweigt an der Stelle von der Kleinen Hase nach rechts ab, an der diese die Grenze zwischen Quakenbrück und Menslage erreicht. Von dieser fließt er 8,5 km weit in nordwestlicher Richtung und erreicht die Große Hase dort, wo diese das Gebiet der an ihrem linken Ufer gelegenen Gemeinde Essen verlässt und ausschließlich durch Löningen zu fließen beginnt.
Bereits 1840 schreibt C.H. Nieberding von dem „von Quakenbrück kommenden Stumborgs Bach, oder neuen Canal“, womit er den Trentlager Kanal meint, da dieser im Wesentlichen dem Verlauf des ehemaligen Stumborger Baches folgt. Der Unterlauf des Baches wurde bereits 1805 auf der Karte Le Coqs als „neuer Bach“ markiert. Den damals noch unregulierten Oberlauf des Gewässers nennt Le Coq Steinbergen Bach.

#### Hahnenmoorkanal
Der Hahnenmoorkanal, früher auch Menslager Kanal genannt, wurde um 1790 im Zusammenhang mit der Erschließung der südlich von ihm gelegenen Moore, insbesondere des Hahlener Moors und des Hahnenmoors angelegt. Nachdem zunächst die Hoffnung bestanden hatte, ihn befahren zu können, wird er seit dem frühen 19. Jahrhundert so gut wie nur noch als Vorflut benutzt. Heute stellt er die Fortsetzung der Kleinen Hase in Richtung Westen dar, die sich dadurch erst beim Herzlaker Ortsteil Aselage im Emsland mit der Großen Hase vereinigt. Durch die Grabung des Kanals wurde das Hase-Binnendelta deutlich vergrößert. Vor dem Kanalbau bog die Kleine Hase vor Menslage in nördlicher Richtung ab. Der heutige Bühnenbach folgt im Wesentlichen dem Verlauf der früheren Kleinen Hase. Diese floss früher bereits oberhalb des Ortskerns von Löningen in die Große Hase. Auch Löningen wird durch die Westverlagerung des Delta-Endes bei Hochwasser von Wassermassen entlastet. Trotzdem flossen bei dem Hochwasser der Hase am 15. März 1981 pro Sekunde 110 Kubikmeter Wasser an Löningen vorbei. Das Hochwasser überflutete 1981 ein Drittel des Gemeindegebiets. 
Durch den Bau des 16,15 km langen, weitgehend kurvenfreien Hahnenmoorkanals mitten durch Moorgebiete verkürzt sich die Strecke, die das Hasewasser zwischen dem Schützenhofwehr bei Quakenbrück und Aselage zurücklegen muss, auf 24,3 km. Schnell fließendes Wasser ohne Ausbreitungsmöglichkeiten erhöht allerdings das Risiko stellenweise hoher Pegelstände.

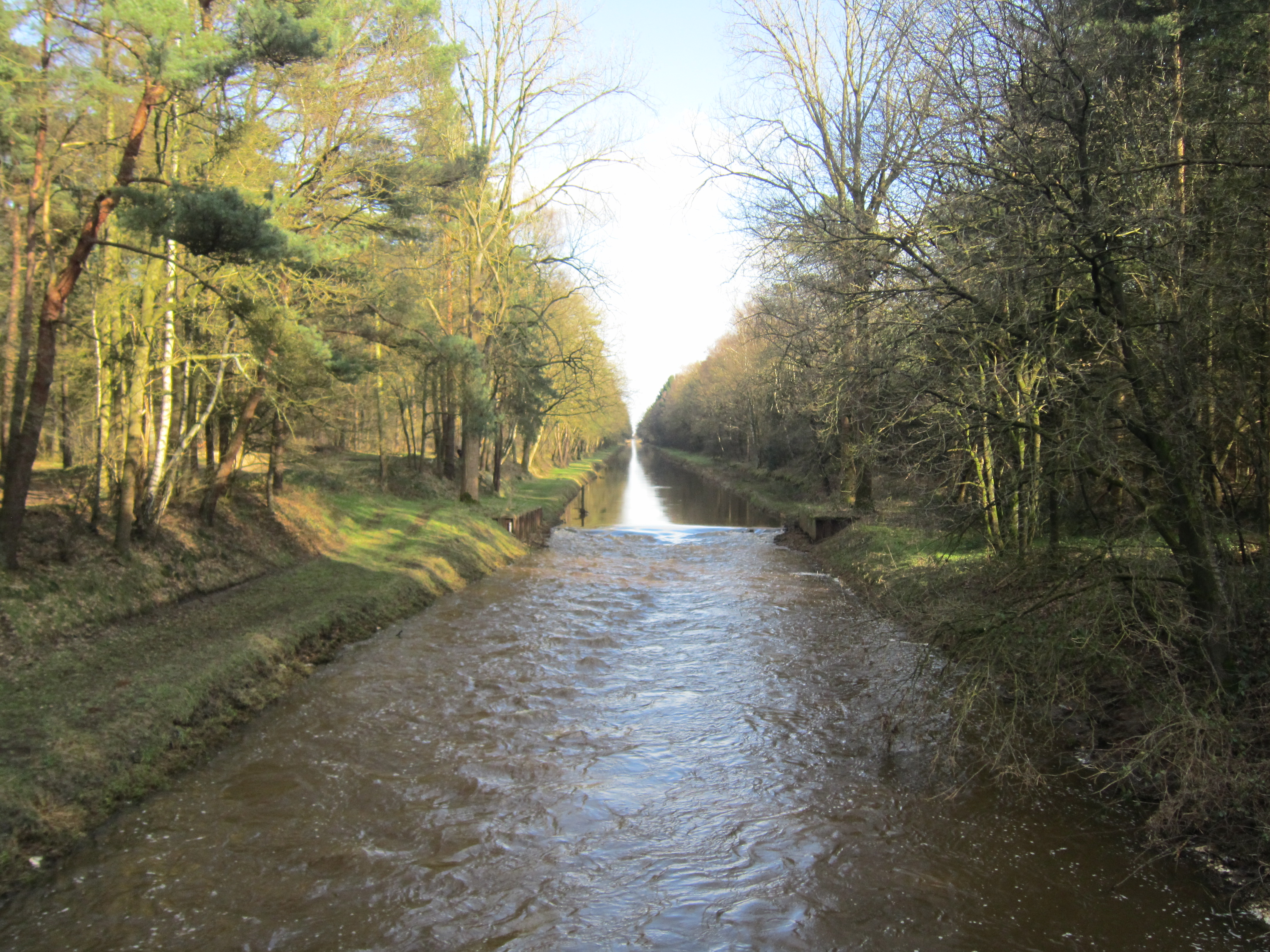
Hahnenmoorkanal östlich der Landstraße Herzlake–Berge

Der für einen Kanal typische gerade Verlauf, die große Einschnittstiefe sowie die durchgehende Uferbefestigung durch Steinschüttung werden heute negativ bewertet.
Irritierenderweise bezeichnet Le Coq auch den heute Großer Mühlenbach genannten Hasearm als kleine Haase. Deren „neue“ Fortsetzung, der Essener Kanal, heißt bei ihm die neue Haase, und der Abschnitt der Großen Hase flussabwärts der Mündung der Lager Hase wird von ihm Alte Haase genannt.

### 20. Jahrhundert
Im Verlauf des 20. Jahrhunderts, insbesondere in den 1950er und 1960er Jahren, wurden das Binnendelta der Hase und die östlich von diesem gelegenen Teile des Quakenbrücker Beckens auf vielfache Weise umgestaltet: Flussläufe wurden begradigt, Deiche und Dämme gebaut und erhöht, Wehre und Schleusen in Gewässerläufe eingebaut sowie weitere neue Kanäle angelegt.
1903 wurde ein Staatsvertrag zwischen den Ländern Preußen und Oldenburg geschlossen, demzufolge die durch die Stadt Quakenbrück führenden Hasearme zehn Kubikmeter Wasser pro Sekunde abnehmen können müssen. Den Zufluss von Hasewasser nach Quakenbrück über die Kleine Hase und die Deichhase regelt seit 1901 die Wehrschleuse III, die unmittelbar an das Schützenhofwehr angrenzt. Für diese Schleuse ist der Verband „Artländer Melioration“ zuständig, ein Wasser- und Bodenverband, in dem sich Grundstückseigentümer zusammengeschlossen haben. Der Verband legte seit der Wende zum 20. Jahrhundert landwirtschaftliche Flächen im Artland trocken. Die Artländer Melioration schuf ein aufwendiges System von Kanälen, Gräben und Schleusen zur Be- und Entwässerung, in Spitzenzeiten hielten bis zu 70 Schleusenwärter dieses System in Gang. Mittlerweile ist das System weitgehend zurückgefahren. Wie andere Wasser- und Bodenverbände beschränkt sich die Melioration darauf, die Entwässerung für die Verbandsflächen durch sogenannte Gewässer III. Ordnung sicherzustellen. Die Wehrschleuse III wurde 2013 erneuert.
Ebenfalls um 1900 wurde die Wehrschleuse II in Wulften wie die in der Nähe gelegenen Schleusen- und Dükerbauwerke in Massenbeton und Mauerwerk errichtet. An Schleuse II befindet sich ein Flutableiter in die Wrau. Im Hochwasserfall kann hier durch das Senken der Stauklappe Wasser in Richtung der Wrau und des angrenzenden natürlichen Überschwemmungsgebietes abgeleitet werden. Zudem wurde die Schleuse II bis um 1960 zum Aufstauen der Hase und entsprechend zur Berieselung der angrenzenden landwirtschaftlichen Flächen durch Öffnen der diversen Durchlassbauwerke in den Deichen und Dämmen genutzt.
Bei einer Prüfung der Gehobenen Hase wurde festgestellt, dass diese nicht den „allgemein anerkannten Regeln der Technik“ entspreche, insbesondere nicht hinreichend Gewähr dafür biete, dass es zu keiner Überströmung der Stauhaltungsdämme komme. Ab den 1960er Jahren wurde der ca. 7 km lange parallel zur Wrau verlaufender Abschnitt der Hase zwischen Rüsfort und dem Beginn der Überfallhase umgebaut. An der Schleuse II sollen 45 m³ pro Sekunde in Richtung der Wrau, an der Sohlgleite am Beginn der Überfallhase 49 m³ pro Sekunde in Richtung des Essener Kanals abfließen können, ohne dass die Dämme dabei Schaden nehmen. Der Wasserpegel von 25,65 m soll bei Schleuse III gehalten werden können.
Die alten Schütztafeln an Schleuse II zum Aufstauen der Hase wurden entfernt. Der ca. 5 km stromaufwärts gelegene, wohl ebenfalls um 1900 errichtete erste Abschlag zur Wrau, an dem sich früher Wehrschleuse I befand, ist inzwischen zu einer Sohlgleite umgebaut.

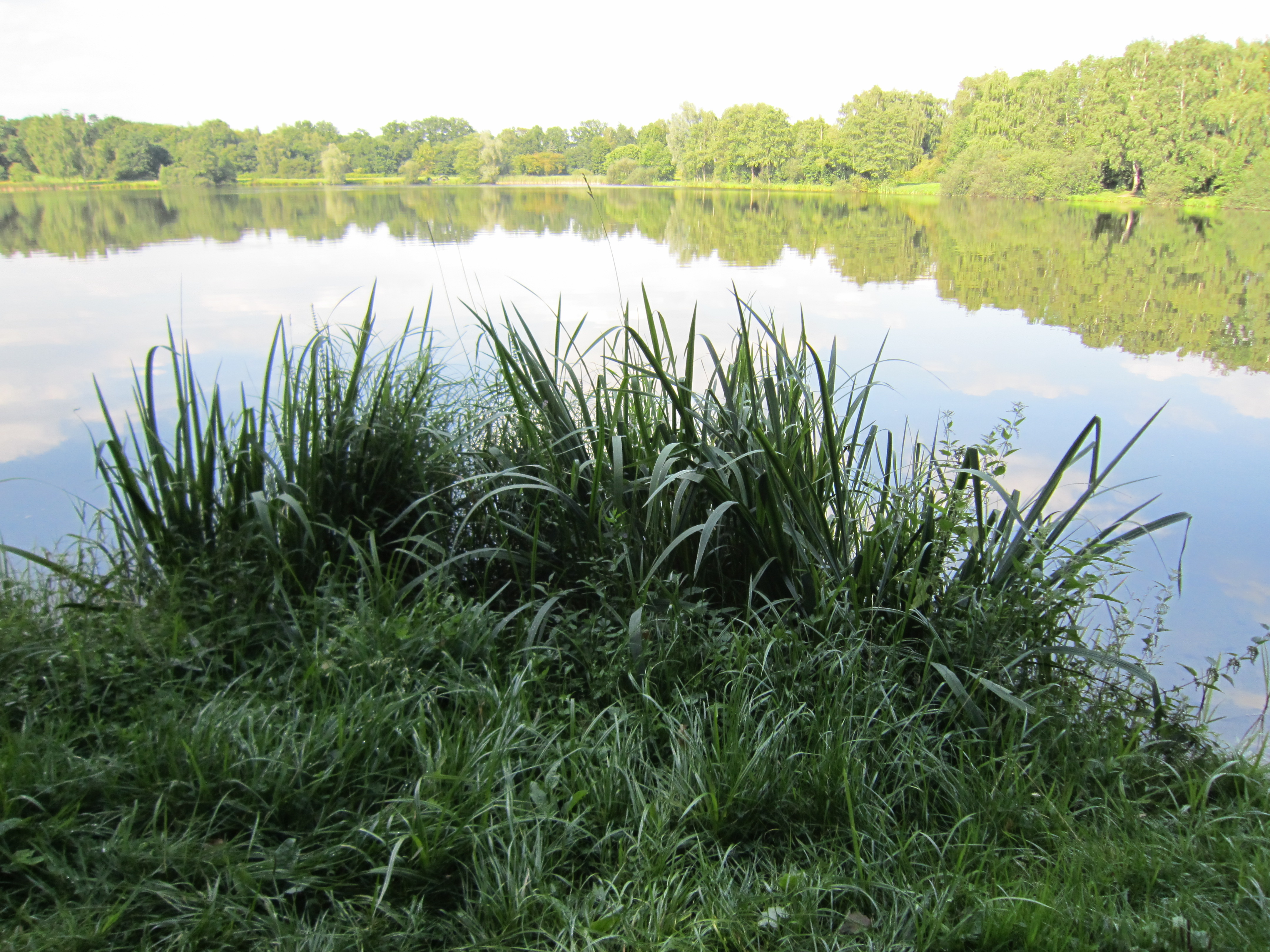
Feriensee

Ein Rückbau der Gehobenen Hase (d. h. ihre Rückverlegung in Altarme) wird vom NLWKN nicht in Erwägung gezogen, da sich die Grundwasserverhältnisse im Umfeld der Stauhaltungsdämme und Flussdeiche verändern würden. Die Auswirkungen einer Grundwasserflurveränderung auf den Untergrund und auf die Flora und Fauna lassen sich schwer abschätzen. Ein Rückbau der Gehobenen Hase hätte Wasserstandsabsenkungen zur Folge. Damit verbunden wären Grundwasserabsenkungen, die u. a. städtebauliche Belange und Bauwerksgründungen bzw. Pfahlgründungen negativ beeinflussen würden. Die Niedrig- und Mittelwasserstände in der Gehobenen Hase liegen im unteren Teilabschnitt höher als das angrenzende Gelände. Bei einer Absenkung würden die Hasearme in der Stadt Quakenbrück trockenfallen.
Im Zuge von Straßenbaumaßnahmen entstanden im Hasedelta neue Seen. So wurden für den Bau der Umgehungsstraße Quakenbrück im Zug der Bundesstraße 68 in den 1970er Jahren der 18 Meter tiefe Feriensee und der Deichsee ausgebaggert.

### 21. Jahrhundert
In den letzten Jahren wurden an anderen Stellen des Hasedeltas einige Wasserbaumaßnahmen der Vergangenheit wieder rückgängig gemacht, um negative ökologische Folgen der Eingriffe abzumildern. Eine maßgebliche Rolle spielte hierbei die Wasserrahmenrichtlinie der Europäischen Union aus dem Jahr 2000, die u. a. die „Wiederherstellung der ökologischen Durchgängigkeit“ für Fische gebietet. Zum Zustand der Hase und ihrer Nebengewässer stellten die damalige Bezirksregierung Weser-Ems und der NLWKN in einem „Pilotbericht“ 2004 zusammenfassend fest: „Durch Begradigung, Eintiefung, Aufweitung, Verwallung, Stauhaltung sowie die Entfernung der natürlichen Ufergehölze haben die meisten Gewässer im Untersuchungsgebiet ihre Funktion als natürliche Lebensräume weitgehend eingebüßt. Nur ca. 10 % sind ‚gering‘ oder ‚mäßig verändert‘ (GKL II bzw. III), aber fast die Hälfte der Gewässer sind in den Strukturgüteklassen VI und VII (‚sehr stark‘ bzw. ‚vollständig veränderte‘ Gewässerabschnitte) einzuordnen.“
Im Bereich Landschaftsschutzgebiet Löningen-Brockhöhe wurden 2005 der Deich der Großen Hase entfernt und Feuchtbiotope angelegt. Der Bereich kann seit 2009 auf einem „Haseauen-Erlebnispfad“ besichtigt werden.
Am Zusammenfluss von Essener Kanal und Lager Hase in Essen-Ahausen wurden 2008 umfangreiche Revitalisierungsmaßnahmen durchgeführt.
Einen Bericht über Maßnahmen zur ökologischen Aufwertung der Gewässer im Einzugsbereich der Lager Hase in den Jahren 2008 bis 2021 gab die Hase-Wasseracht 2021 ab. Die Wasseracht organisierte in dieser Zeit vor allem den Ersatz von Staustufen durch Sohlgleiten, die Anlegung von Gewässerauen und Randstreifenprojekte. Diese Maßnahmen dienen der Renaturierung des Flusses und der an ihn angrenzenden Flächen.
2013 wurde der Haseüberfall beim Schützenhof Quakenbrück in eine Sohlgleite umgebaut, die es Fischen und anderen Wasserorganismen erlaubt, in der Überfallhase aus flussauf- und abwärts zu wandern.

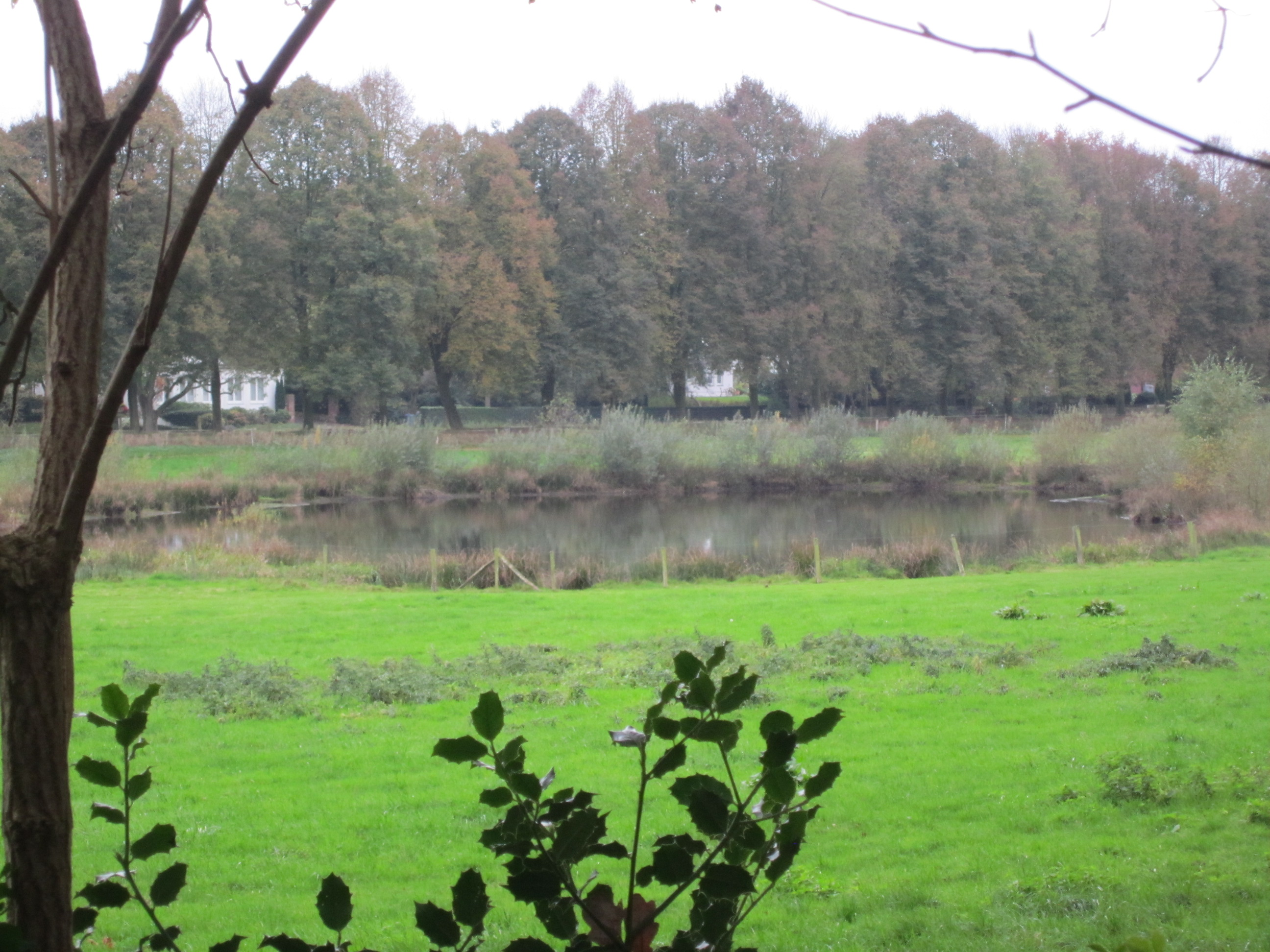
Blick vom Haseauen-Erlebnispfad Brockhöhe über die renaturierte Haseaue
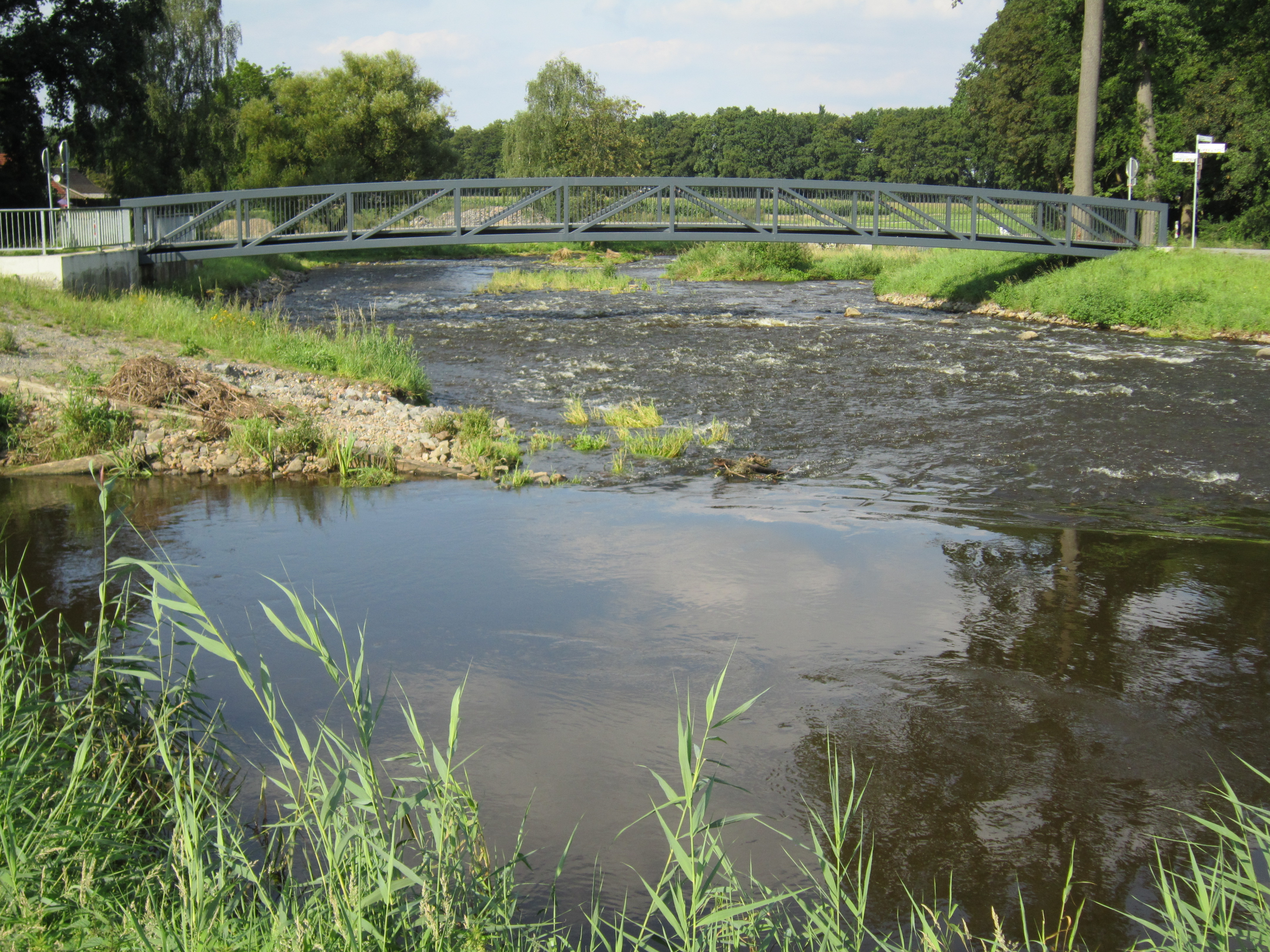
Umbau der Aufteilung der Hase beim ehemaligen Schützenhofwehr Quakenbrück
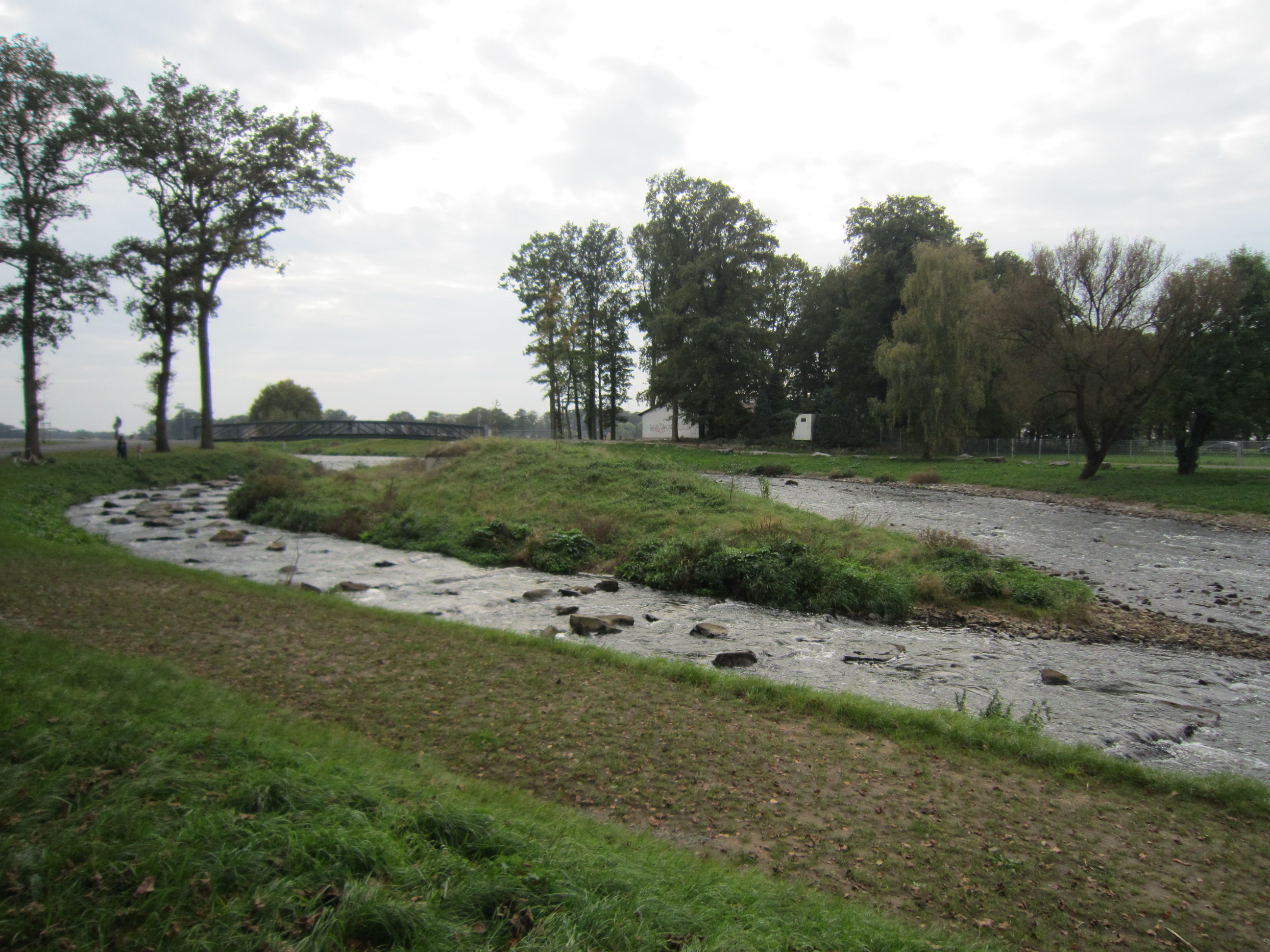
Überfallhase nach dem Umbau des Haseüberfalls in eine Sohlgleite

Aufgrund eines Planfeststellungsbeschlusses vom 23. März 2015 wurden auf beiden Seiten der Gehobenenen Hase zwischen Gehrde und Quakenbrück auf einer Länge von 6,5 km die Deiche wegen unzureichender Standsicherheit neu aufgebaut. Sie wurden mit flacheren Böschungen verbreitert und abschnittsweise erhöht werden und erhielten landseitig unter anderem Unterhaltungs- und Verteidigungswege. Rechtsseitig wurden zur Gewährleistung des maximal zulässigen Wasserstands in der Gehobenen Hase zwei Überlaufstrecken in den Dämmen und Deichen zur Ableitung von Hochwasser in das angrenzende Gebiet errichtet. Die letzten 230 m auf der rechten Haseseite wurden im Herbst 2023 fertiggestellt.

## Wasserqualität
Im Jahr 1840 unterschied Carl Heinrich Nieberding das Wasser, welches aus Richtung Osten ins Hasedelta fließt, von dem aus dem Osnabrücker Land:
„Vor der Vereinigung der Lager Haase und der aus dem Osnabrückschen kommenden Haase bemerkt man einen großen Unterschied an dem Wasser beider Flüsse. Das aus den Moorgegenden entspringende oder sich sammelnde Wasser der ersteren behält die bräunliche, dem Moorwasser ähnliche Farbe, ist härter und zur Beflößung der Wiesen und Beförderung des Graswuchses nicht so geeignet, als das aus den Kalk- und Lehmgebirgen des Osnabrückerlandes entspringende, fruchtbare Gegenden durchfließende Wasser der Osnabrücker Haase, welches auch eine hellere Farbe hat und weicher, daher zur Wiesenbeflößung nützlicher, ist. Und wenn auch die schlechtere Beschaffenheit des Wassers der Lager Haase durch den Zufluß aus den Sandquellen in den Kirchspielen Damme, Holdorf, Steinfeld und Lohne gemildert wird, so eignet es sich doch nicht zur Papierfabrication, wohl aber das Wasser der Osnabrücker Haase.“
In ihrem Pilotbericht stellten 2004 die Bezirksregierung Weser-Ems und der NLWKN über die sandigen Zuflüsse zur mittleren Hase fest:
„Die strukturell besseren Gewässer sind Eggermühlenbach, Ueffeler Aue, Reitbach und Strautbach, die im Verbund mit den gütemäßig besseren Gewässerabschnitten Eggermühlenbach, Bühner Bach, Ueffeler Aue, Renslager Kanal insgesamt eine relativ gute Beurteilung zulassen. Auch Nonnenbach, Wrau und Möllwiesenbach werden positiv bewertet. Gedrückt wird dies erfreuliche Bild durch die Gewässer Bakumer Bach, Dinklager Mühlenbach, Aue und Bokerner Bach mit hohen Güteeinbußen. Struktur- und Stoffbelastungen drücken im Bakumer- und Blocksmühlenbach die Gesamtbewertung dieser Wasserkörpergruppen.“